# Fonz
Fonz egy község Spanyolországban, Huesca tartományban. Fonz Almunia de San Juan, Castejón del Puente, Barbastro, Estadilla és Azanuy-Alins községekkel határos. Lakosainak száma 893 fő (2024).

## Népesség
A település népessége az utóbbi években az alábbiak szerint változott:
| Lakosok száma | 1113 | 1064 | 1040 | 1034 | 1021 | 960  | 918  | 859  | 845  | 893  |
|               | 2001 | 2004 | 2006 | 2009 | 2011 | 2014 | 2016 | 2019 | 2021 | 2024 |